# Тесіо (Хоккайдо)

44°53′18″ пн. ш. 141°44′43″ сх. д. / 44.88833° пн. ш. 141.74528° сх. д.
Тесіо́ (яп. 天塩町, てしおちょう, МФА: [teɕio t͡ɕoː]) — містечко в Японії, в повіті Тесіо округу Румой префектури Хоккайдо. Станом на 1 жовтня 2008 року площа містечка становила 353,31 км². Станом на 31 березня 2017 населення містечка становило 3192 осіб.